# ألبرتو أغيلار لييفا
البرتو اغويلار لييفا (بالإسبانية: Alberto Aguilar Leiva)‏ (12 يوليو 1984 ببيناميخي في إسبانيا - ) هو لاعب كرة قدم إسباني في مركز الدفاع. لعب مع بونفيرادينا ونادي ألباسيتي ونادي خيتافي ونادي قرطبة ونادي مالقا ونادي وسترن سيدني واندررز وAtlético Malagueño ‏ وغرناطة 74 ‏.

## روابط خارجية
- البرتو اغويلار لييفا على موقع قاعدة بيانات كرة القدم.إي يو (الإنجليزية)
- البرتو اغويلار لييفا على موقع Soccerway.com (الإنجليزية)
- البرتو اغويلار لييفا على موقع عالم كرة القدم.نت (الإنجليزية)
- البرتو اغويلار لييفا على موقع AS.com (الإسبانية)